# Melanopachycerina leucochaeta
Melanopachycerina leucochaeta är en tvåvingeart som först beskrevs av de Meijere 1914.  Melanopachycerina leucochaeta ingår i släktet Melanopachycerina och familjen lövflugor. Inga underarter finns listade i Catalogue of Life.